# Johann Strauss (fiul)
Johann Strauss (germană Johann Strauß) (n. 25 octombrie 1825, Sankt Ulrich⁠(d), Viena, Imperiul Austriac – d. 3 iunie 1899, Viena, Austro-Ungaria) a fost un compozitor austriac, fiul lui Johann Strauß (tatăl).

## Biografie

### Debutul
Își face ucenicia muzicală susținut mai ales de mama sa.
Debutează ca compozitor și dirijor al propriei orchestre la 15 octombrie 1844, la numai la 19 ani, în localul „Dommayers Casino“ din Hietzing (azi cartier al Vienei), unde a prezentat public primele sale 4 compoziții:

- „Sinngedichte“ („Epigrame“), vals, opus 1

- „Debut Quadrille“ („Cadril de debut“), cadril, opus 2

- „Herzenslust“ („Poftele inimii“), polca, opus 3

- „Gunstwerber“ („Charmeur“), vals, opus 4

Debutul său a stârnit admirația publicului și presei vieneze, cu care ocazie se lansează sloganul: "Noapte bună Lanner, bună seara Strauss-tatăl, bună dimineața Strauss-fiul !".

### Cariera
Cutreieră lumea cu orchestra sa, având un succes răsunător. În anii 1846-1847 a efectuat turnee în Ungaria, Transilvania și Țara Românească.. Paralel cu activitatea concertistică, desfășoară o prodigioasă activitate de creație, dând valsului, printr-un colorit orchestral foarte bogat, o valoare artistică deosebită. Dintre cele peste 140 de valsuri, create de el, unele și-au câștigat celebritatea: "Dunărea albastră", "Viață de artist", "Sânge vienez", "Vals imperial", "Povești din pădurea vieneză", "Vin, femei și cântec",„Vocile primăverii”
La îndemnul prietenilor și al compozitorului francez Jacques Offenbach, care vine la Viena în anul 1864, să-l cunoască personal, acesta abordează genul muzical operetei. În anul 1871 are loc premiera primei operete "Indigo und die 40 Räuber", urmată, în 1873, de "Carnavalul de la Roma". Perioada de aur a operetei vieneze este inaugurată de "Liliacul". Valsul este motivul de bază în țesătura muzicală a operetelor sale. Reprezentant de frunte al operetei clasice vieneze, el se află și astăzi în conștiința publicului iubitor al acestui gen muzical.

### Căsătorii
Strauss a fost căsătorit de trei ori în total. Toate cele trei căsătorii au rămas fără copii.

#### Prima căsnicie: cu Jetty Treffz
Prima sa soție a fost Henriette, născută Chalupetzky, născută în 1818, o cântăreață cunoscută sub numele de Jetty Treffz (numele de fată al mamei ei).
În 1862, anul nunții lor, s-a mutat cu ea în cartierul de vară în Hietzing, iar mai târziu a cumpărat casa, care a fost folosită mereu până în 1878. A compus cea mai mare parte a operetei sale „Die Fledermaus” acolo în vara anului 1873.
Jetty a murit în casa din Hietzing în 1878. În același an, a fost finalizat „Strauss-Palais” de pe Igelgasse în districtul 4.

#### A doua căsnicie: cu Angelika Dittrich
Doar câteva săptămâni mai târziu, pe 28 mai 1878, Strauss s-a căsătorit cu actrița Angelika Dittrich, care s-a născut la Breslau, în Wiener Karlskirche. În 1882. l-a părăsit din cauza directorului Theater an der Wienn, Franz Steiner. În același an, căsătoria s-a încheiat prin divorț.

#### Schimbarea la cetățenia Saxa-Coburg-Gotha
Pentru a se putea căsători din nou, Strauss a renunțat la cetățenia austriacă în 1886. A devenit cetățean al Ducatului de Saxa-Coburg și Gotha și, prin urmare, german. Prin lege, în conformitate cu legea căsătoriei civile aplicabile germanilor, căsătoria cu Angelika Strauss (născută Dittrich) trebuia acum despărțită în temeiul dreptului civil, ceea ce a făcut Ducele Ernst al II-lea în 1887: a doua sa soție, Angelika, și-a dat acordul scris în prealabil la data cereri din Coburg despre acest divorț civil.

#### Cea de-a treia căsnicie: cu Adele Deutsch, văduva lui Anton Strauß
Strauss s-a căsătorit cu Adele (1856–1930, născută Deutsch, văduvă după Anton Strauss) la Coburg în același an 1887. Ca soție, a devenit și ea cetățean al Ducatului de Saxa-Coburg și Gotha și, prin urmare, germană. Ambii s-au convertit anterior la credința evanghelică luterană. Nunta bisericii a avut loc la Coburg, în capela curții a Castelului Ehrenburg.

## Creații

### Operete
- Indigo și cei 40 de hoți (Indigo und die 40 Räuber), 1871
- Carnaval la Roma (Karneval in Rom), 1873
- Liliacul (Die Fledermaus), 1874
- Cagliostro, 1875
- Prinz Methusalem (Prințul Matusalem), 1877
- Farsa orbului (Blindekuh), 1878
- Batista de dantelă a reginei (Das Spitzentuch der Königin), 1881
- Războiul vesel (Der lustige Krieg), 1881
- O noapte la Veneția (Eine Nacht in Venedig), 1883
- Voievodul țiganilor (Der Zigeunerbaron), 1885
- Simplicius 1887
- Sânge vienez (Wiener Blut), 1899

### Valsuri
- Sinngedichte op. 1 (Epigrame)(1844)
- Künstlerleben (Viață de artist)(1867)
- An der schönen blauen Donau (Dunărea albastră) (1867)
- Kaiserwalzer (Valsul împăratului)(1888)
- Sängerfahrten op. 41 (Călătoriile cântărețului)(1847)
- Lava-Ströme op. 74 (Râuri de lavă)(1850)
- Rhadamantus-Klänge op. 94 (Ecourile lui Rhadamantus)(1851)
- Mephistos Höllenrufe op. 101 (Strigătele lui Mefisto din iad)(1851)
- Liebeslieder op. 114 (Cântece de iubire)(1852)
- Phönix-Schwingen op. 125 (Aripile lui Phoenix)(1853)
- Schneeglöckchen op. 143 (Picături de zăpadă)(1854)
- Nachtfalter op. 157 (Molia)(1855)
- Man lebt nur Einmal ! (Trăim doar odată!)(1855)
- Accelerationen op. 234 (1860)
- Immer Heiterer op. 235 (Din ce în ce mai vesel)(1860)
- Karnevalsbotschafter (Ambasadorul carnavalului)(1862)
- Leitartikel op. 273 (1863)
- Morgenblätter op. 279 (Ziare de dimineață)(1863)
- Studentenlust op. 285 (Bucuria studenților)(1864)
- Feuilleton op. 293 (Foileton)(1865)
- Bürgersinn op. 295 (Spirit cetățenesc)(1865)
- Flugschriften op. 300 (Pamflete)(1865)
- Wiener Bonbons op. 307 (Bomboane vieneze)(1866)
- Feenmärchen op. 312 (Povești cu zâne)(1866)
- Telegramme op. 318 (Telegrame)(1867)
- Die Publicisten op. 321 (Ziariștii)(1868)
- Geschichten aus dem Wienerwald op. 325 (Povestiri din pădurea vieneză) (1868)
- Illustrationen op. 331 (1869)
- Wein, Weib und Gesang op. 333 (Vin, femei și cântec)(1869)
- Freuet Euch des Lebens op. 340 (Bucurați-vă de viață)(1870)
- Neu Wien op. 342 (Viena nouă)(1870)
- Tausend und eine Nacht op. 346 (O mie și una de nopți)(1871)
- Bei uns Z'haus op. 361 (Acasă)(1873)
- Wo die Zitronen blühen op. 364 (Acolo unde înfloresc lămâii)(1874)
- Du und du op. 367 (Tu și tu)(1874)
- Cagliostro-Walzer op. 370 (Valsul lui Cagliostro)(1875)
- O Schöner Mai! op. 375 (O, Mai frumos!)(1877)
- Rosen aus dem Süden op. 388 (Trandafiri din sud)(1880)
- Nordseebilder op. 390 (Imagini de la Marea Nordului)(1880)
- Kuss-Walzer op. 400 (Valsul sărutului)(1881)
- Frühlingsstimmen op. 410 (Voci de primăvară) (1883)
- Lagunen-Walzer op. 411 (Valsul lagunelor)(1883)
- Schatz-Walzer op. 418 (Valsul comorii)(1885)
- Wiener Frauen op. 423 (Doamne vieneze)(1886)
- Donauweibchen op. 427 (Fetele Dunării)(1887)
- Kaiser-Jubiläum-Jubelwalzer op. 434 (1888)
- Kaiser-Walzer op. 437 (Valsul împăratului)(1888)
- Rathausball-Tänze op. 438 (Dansuri pentru balul primăriei)(1890)
- Gross-Wien op. 440 (Măreața Vienă)(1891)
- Seid umschlungen Millionen op. 443 (1892)
- Klug Gretelein op. 462 (Isteața Gretel)(1895)
- Wiener Blut op. 354 (Sânge vienez)(1873/1899)

### Polci
- Champagner-Polka op.211 (Polca șampaniei), 1858
- Tritsch-Tratsch-Polka op. 214, 1858
- Annen-Polka, 1852
- Unter Donner und Blitz op.324 (Fulgere și tunete)
- Pizzicato Polka
- Baiadera (Die Bajadere) polcă (rapidă) op. 351 (1871), a avut premiera la Volksgarten. Bazată pe motive din opereta „Indigo și cei 40 de tâlhari” (Indigo und die 40 Räuber).

### Alte compoziții
- Perpetuum Mobile op. 257 (1861)

Concertul de Anul Nou este transmis de la Viena în fiecare dată de 1 Ianuarie a fiecărui an. Programul cuprinde mai ales piese muzicale compuse de Johann Strauss. Concertul este transmis în toată lumea în jurul orei 12:00,12:15,12:30.

## Legături externe
Materiale media legate de Johann Strauss la Wikimedia Commons
- A complete list of Strauss's compositions
- A complete list of compositions by Johann Strauss II compiled by the Johann Strauss Society of New York
- List of Strauss's stage works with date, theatre information and links
- List of Strauss works at the Index to Opera and Ballet Sources Online
- Partituri de Johann Strauss (fiul) la International Music Score Library Project